# 1815年淡水地震
1815年淡水地震是指1815年（嘉慶20年）10月13日在清領臺灣發生的一起災害地震，震災地區含括現今嘉義以北地區，災情屬淡水廳最為慘重。該次地震震央推測位於24°00′N 121°42′E / 24.0°N 121.7°E，芮氏規模推估為6.5－7.7。

## 災害情形
- 113人死亡，其中淡水廳桃澗等堡死亡85人[2]。
- 2人受傷
- 243棟房屋倒塌

## 震央推測
鄭世楠等人統整各地災害資料，比對當時行政區劃繪製等震度圖，並藉由區域受災程度經驗判斷，推測該次地震震央位於台灣東部海域，且震源深度較深。